# آنگونه که در بهشت است
آنگونه که در بهشت است (سوئدی: Så som i himmelen) یک فیلم در سبک موزیکال، درام، و کمدی به کارگردانی کای پولاک است که در سال ۲۰۰۴ منتشر شد. از بازیگران آن می‌توان به مایکل نیکویست و باربرو کولبرگ اشاره کرد.داستان فیلم در مورد نابغه موسیقی که در اثر وسواس در کارش دچار حمله قلبی شده و برای کسب آرامش به زادگاهش بازمیگردد. در آنجا نگاهی دوباره به خود و پیرامونش می اندازد و با گروه کوچک کُر کلیسا از نو شروع میکند